# Кречет
Кре́чет (лат. Falco rusticolus) — птица из отряда соколообразных семейства соколиных.

## Этимологияназвания
В русском языке слово «кречет» зафиксировано уже с XII века (в «Слове о полку Игореве»). Происходит от праслав. *krečetъ, которое, в свою очередь, восходит к звукоподражательному глаголу *krekati.

## Описание
Это самый крупный из соколов. Размах крыльев около 120—135 см. При общей длине около 55—60 см. Самка заметно крупнее самца, её масса достигает 2 кг, масса же самца чуть меньше 1 кг. Телосложение массивное, цевки оперены на 2/3 длины, крылья длинные и острые, хвост относительно длинный.
Окраска сибирского кречета светлая (светлее лапландских кречетов), но изменчивая: от буровато-серой до почти белой сверху; брюшная сторона беловатая с темным рисунком. Темная полоска у разреза рта («усы») почти незаметна. На надклювье, как у всех соколов, характерный зубец. Лапы жёлтые. Скорость в полёте высокая, после нескольких взмахов птица быстро несётся вперёд, не парит. Сидящий кречет держится прямо.
Кречет похож на сапсана, но крупнее и имеет относительно более длинный хвост. Голос также похож на голос сапсана, но грубее и ниже: хриплое «кьяк-кьяк-кьяк» или протяжное «кеек-кеек-кеек». Весной может издавать довольно тихую и высокую трель. Южный горный подвид — алтайский кречет, которого многие специалисты считают подвидом или морфой балобана, — отличается более однообразной темной окраской.

## Распространение
Он обитает рядом с Арктическими и субарктическими зонами  Европы, Азии и Северной Америки; обособленный подвид имеется на Алтае, Саяне, центральном (вероятно восточном) Тянь-Шане. Самые северные пункты — в Гренландии под 82°15' с. ш. и 83°45'; самые южные, кроме горно-азиатского подвида — средняя Скандинавия, Командорские острова (о. Беринга, около 55° с. ш.). На кочевках в холодное время года примерно до 60° с. ш. в Сев. Америке, Азии, Европе, отдельные особи и южнее.

## Время пребывания
Некоторые особи оседлы, другие в течение зимы откочёвывают к югу, сосредоточиваясь главным образом в лесотундре, отчасти и в лесной полосе. Кроме того имеются вертикальные миграции (горный среднеазиатский подвид спускается из альпийской зоны в долины).

## Питание
Кормовые объекты кречета — птицы средней величины, в меньшем количестве млекопитающие. Ежедневная потребность кречета в пище составляет около 200 г. Ощипывает и ест добычу кречет на определённом месте в районе гнезда или зимовки. Здесь находят остатки пищи и погадки из костей, перьев и шерсти. Когда птенцы малы, добычу для них ловит самец, а самка ощипывает её и отрывает голову и конечности. Это делается вне гнезда, поэтому перьев в гнезде не бывает. 
 Нападает кречет на добычу по-соколиному, подлетая к ней сверху и, складывая крылья, хватает лапами. Ловит преимущественно летающих птиц. Умерщвляет пойманную добычу клювом, ломая ей шею или прокусывая затылок. Вне времени размножения кречеты одной пары, как и другие соколы, охотятся порознь, но держатся, по-видимому, в одном охотничьем участке..

## Размножение

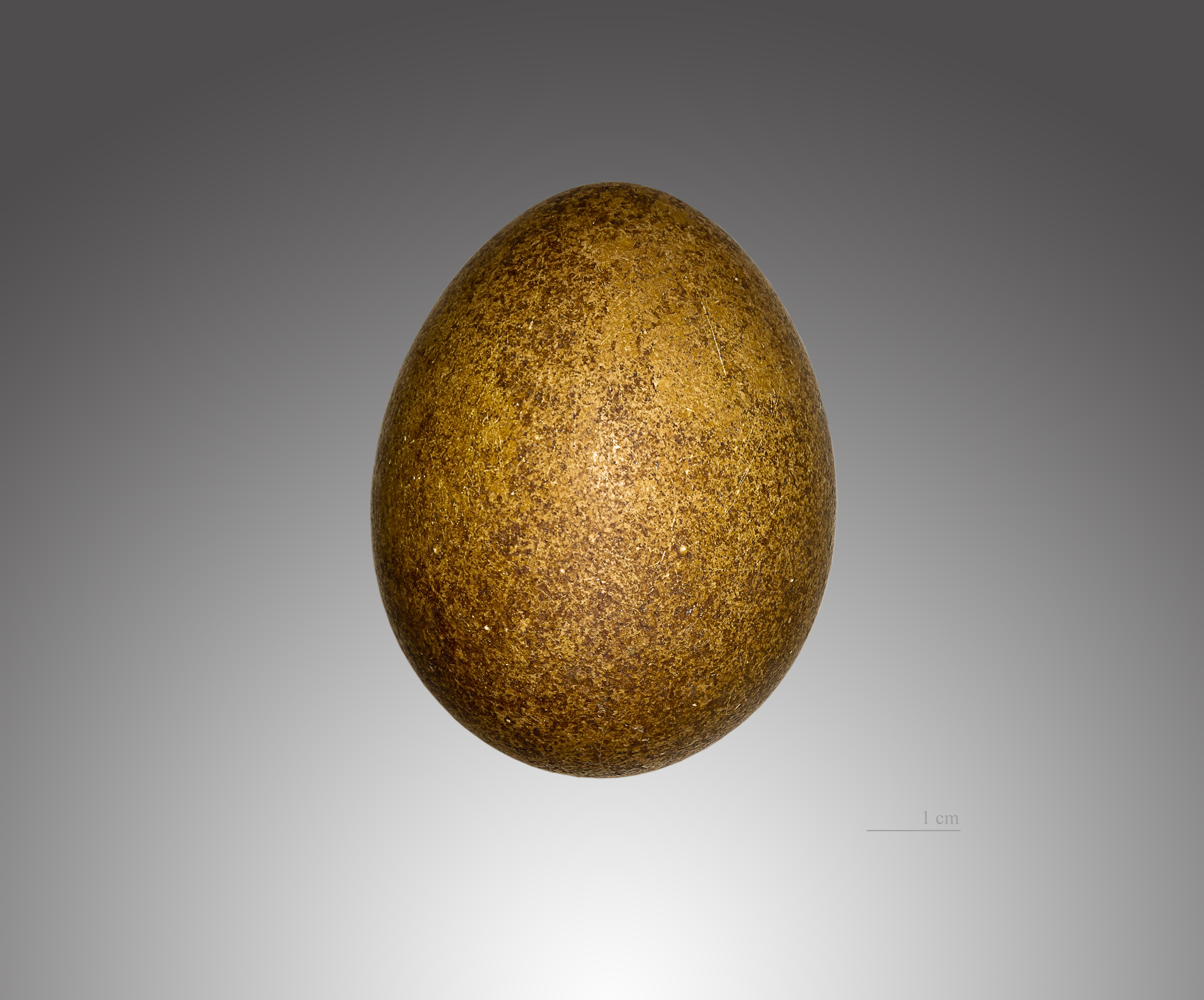
Falco rusticolus

Кречеты половозрелы со второго года жизни. Пары постоянные. 
 Обычно гнёзд не строят, часто пользуются гнёздами воронов или канюков. Расположены гнёзда на скалах, в расщелинах или нишах, чаще на карнизах, прикрытых выступом или навесом, но иногда и на открытых склонах. Гнездо примитивное, с небольшой выстилкой из мха, перьев, сухой травы. Обычный размер — около 1 м в диаметре и 0,5 м в высоту. Кречеты, как правило, занимают одно и то же гнездо в течение многих лет и даже десятилетий (для Европейского Севера известны случаи, когда в одном и том же гнезде кречеты гнездились с XVII века до наших дней). 
 Число яиц обычно 3—4. 
 С конца июля и в августе идет откочевка молодых с мест гнездования. Выводки держатся вместе в августе и сентябре.

## Лимитирующие факторы
Кречеты гибнут от браконьерской охоты, а на Севере также в капканах, особенно на песцовом промысле: на Таймыре капканы на песцов устанавливаются открыто, на естественных и искусственных холмиках. Если они не оборудованы ограждениями из кольев, кречеты, откочевывающие осенью в тундру, используют их для присады, попадают в капканы и гибнут. Только на двух охотничьих участках на Западном Таймыре общей площадью около 2 тыс. км² в ноябре-декабре 1980—1981 гг. в песцовых капканах погибло 12 кречетов.

## Охота с кречетом
В средние века кречеты высоко ценились в качестве охотничьих птиц на соколиных охотах (см. Соколы) и из Дании ежегодно посылалось правительством в Исландию специальное судно за кречетами.
Кречеты служат ловчими птицами, разделяются на белых К. (Falco candicans, groenlandicus) — лучших и самых ценных, исландских К. (F. islandicus), норвежских или обыкновенных («серых») К. (F. hyrfalco) и красных К. (F. sacer) — ныне очень ценящихся в странах Ближнего Востока, а в прошлые века также во Франции, Англии и в охоте царя Алексея Михайловича, для которой они добывались в Архангельской губ. и в Сибири.

## Браконьеры
В России распространён незаконный отлов данной птицы, которую впоследствии отправляют за границу, стоимость одной птицы может составлять до 200 000 долларов для конечного покупателя на рынках зарубежья. Уголовный кодекс РФ (ст. 258.1) предусматривает до 9 лет лишения свободы за отлов и сбыт кречетов и прочих краснокнижных птиц в составе организованной группы, а также крупные административные штрафы.

## Галерея

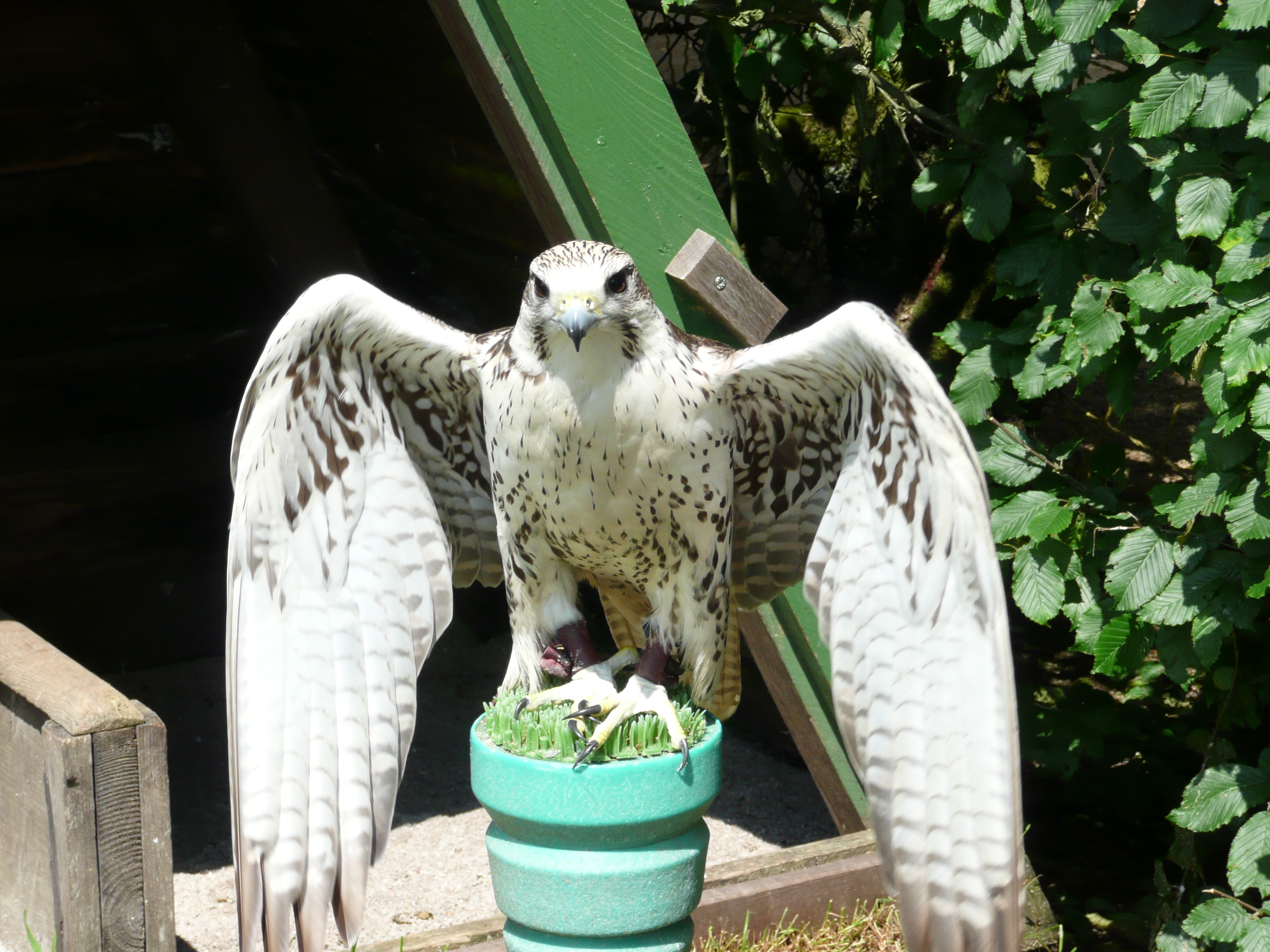
фото 1
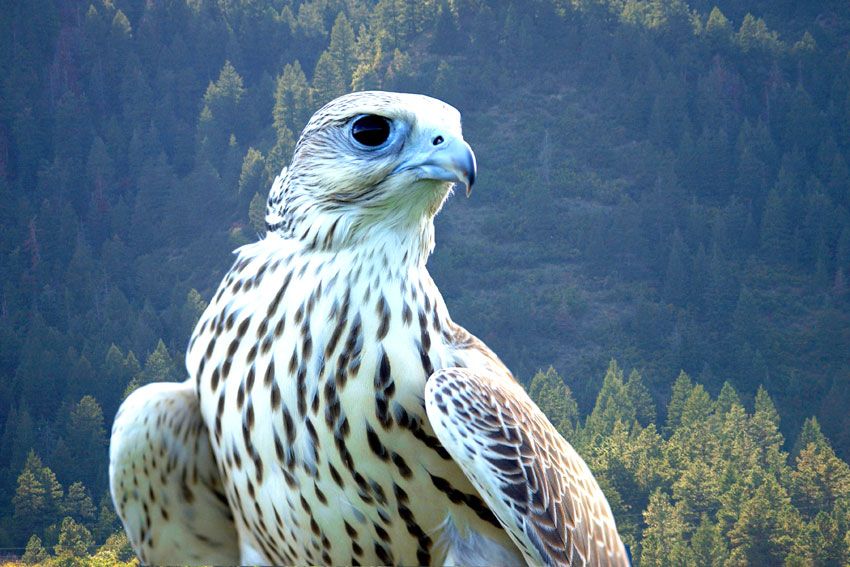
Фото 2
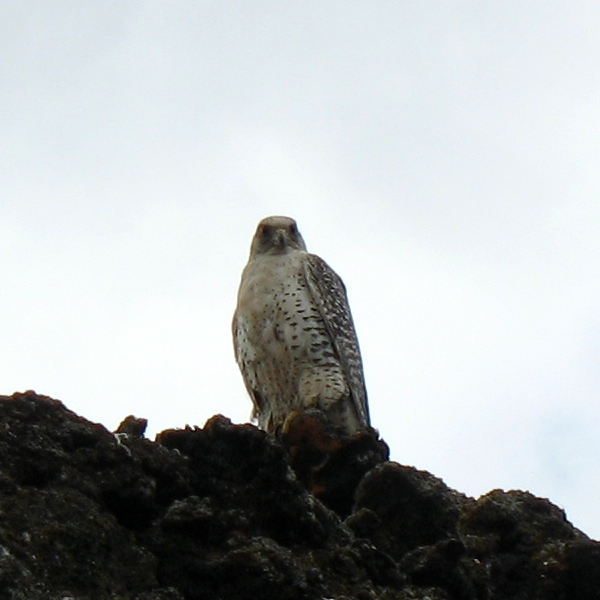
Фото 3
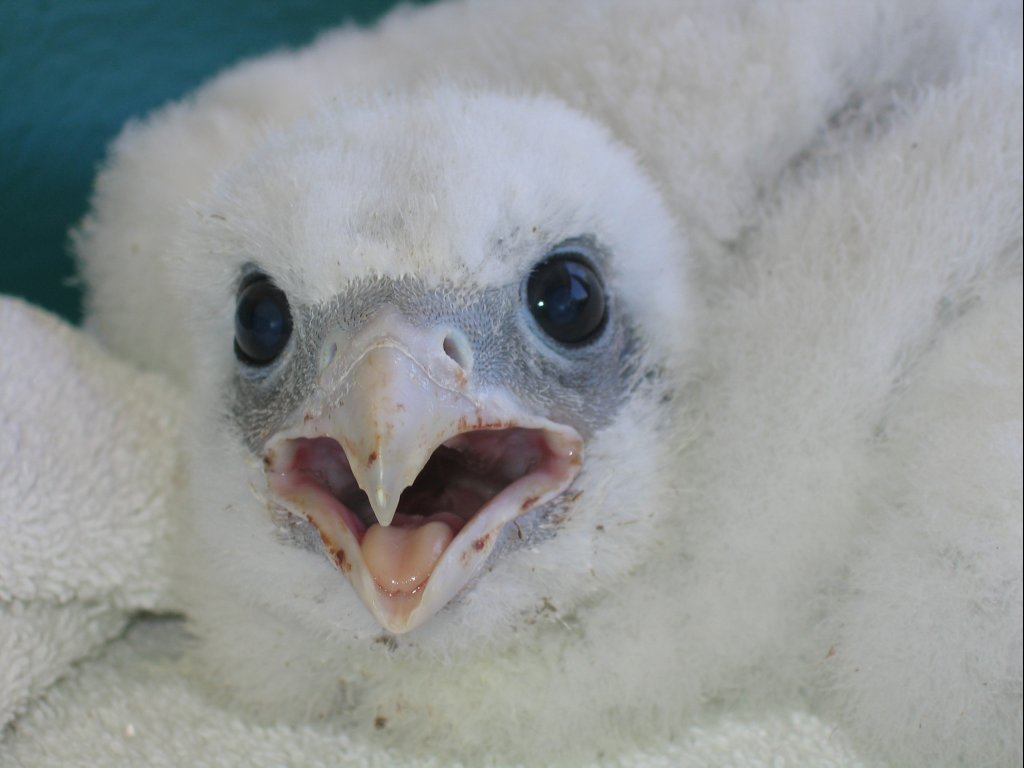
Фото 4
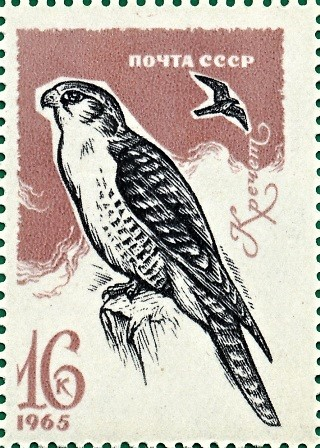
Почтовая марка СССР, 1965 год